# Rochelle Jordan
Rochelle Jordan é uma artista canadiana de R&B e música electrónica. O seu trabalho caracteriza-se pela fusão de R&B e Hip-Hop, com UK Garage, House e Drum&Bass. Em 2021, o seu álbum, "Play With Changes", recebeu aclamação da crítica especializada, tendo sido considerado dos melhores do ano para as publicações Billboard, Clash Magazine, The Quietus, Exclaim! e, ainda, para vários DJs da rádio estadunidense KEXP.  O álbum foi nomeado para o Polaris Music Prize, considerado um dos maiores prémios da música canadiana.

## Biografia
Nascida em High Wycombe, Jordan mudou-se para o Canadá com a sua família quando tinha cerca de cinco anos, no início da década de 1990. Cresceu em Toronto. Os seus pais são britânico-jamaicanos; tem dois irmãos mais velhos. A colecção de cassetes dos seus irmãos foi uma profunda influência no seu gosto musical e, posteriormente, na sua estética sonora.
Jordan começou a interessar-se por música por volta dos dez anos de idade e começou a compor as suas primeiras canções aos dezasseis.

## Percurso
Quando entrou na idade adulta, Jordan começou a gravar demos, embrenhando-se na cena musical de Toronto. Pouco tempo depois, conheceu o produtor KLSH, com quem começou a trabalhar.
Editou o seu primeiro álbum, "Origins", em 2011.
Em 2014, a recepção ao seu LP "1012" ficou aquém das expectativas. Perante esse cenário, acabou por assinar um contrato com uma grande editora de forma "precipitada". Sentindo-se presa, entrou em depressão, e esteve  sete anos sem lançar música. 
Em 2021, assinou com a Young Art Records, a editora de TOKiMONSTA. Em "Play With Changes", além de KLSH, também trabalhou com os produtores Machinedrum e Jimmy Edgar.

## Ligações Externas
- Rochelle Jordan | Tema Already